# Hainhof (Kastl)
Hainhof ist eine in der Oberpfalz gelegene Einöde, die ein Gemeindeteil von Kastl ist.

## Lage
Der Ort befindet sich in der Region Oberpfälzer Jura und liegt in der nach Wolfsfeld benannten Gemarkung. Hainhof ist einer von 39 Ortsteilen des Marktes Kastl. Die Einöde liegt drei Kilometer nordöstlich von Kastl und Ursensollen ist vier Kilometer entfernt.

## Verkehr
Die Bundesstraße 299 führt südöstlich an der Einöde vorbei. Etwa 900 Meter südlich von Hainhof zweigt von dort eine in Richtung Wolfsfeld führende Gemeindeverbindungsstraße ab. Eine von dieser Straße abzweigende Gemeindeverbindungsstraße führt zum 300 Meter östlich gelegenen Hainhof und endet dort. Vom ÖPNV wird der Ort nicht direkt angefahren, die nächstgelegene Haltestelle der Rufbuslinie 445 des VGN befindet sich an der nach Wolfsfeld führenden Gemeindeverbindungsstraße.